# Кларк, Латимер
Латимер Кларк (англ. Josiah Latimer Clark; 10 марта 1822 — 30 октября 1898) — английский инженер.

## Биография
В 1850 Кларк поступил на службу электротелеграфной компании, где состоял до 1870. Его опыты над подземными телеграфными проводами в 1853 были изданы в правительственном отчете о кабелях. В 1860 он принимал участие в комитете для исследования вопроса о подводных телеграфах, издавшем через некоторое время весьма ценный доклад по этому вопросу. В следующем году Кларк перед Британским обществом читал доклад «On the Principles to be Observed in Forming Standards of Electric Measurements», в котором предлагал принять вошедшие потом в общее использование обозначения электрических единиц: ом, фарад и вольт. В 1871 Кларк, вместе с Робертом Sabine, опубликовал: «Electrical Tables and Formula for Operators in Submarine Cables», в 1873 — доклад «A Single Cell Battery as a Standard of Electro Motive Force», читанный перед Королевским обществом.